# ولفرام سيفرز

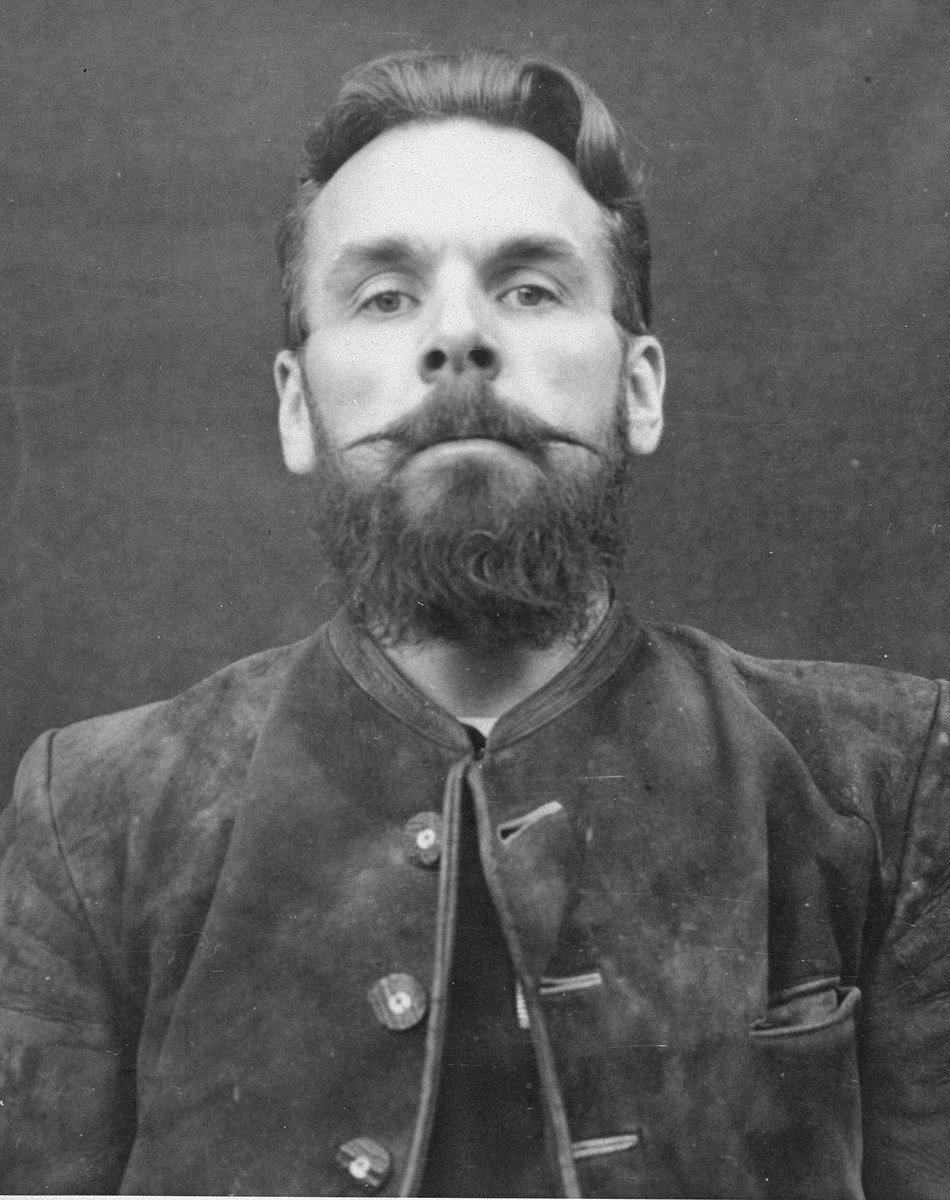
صورة لولفرام سيفرز، ألتقطتها السلطات الأمريكية بعد اعتقاله

ولفرام سيفيرز (بالألمانية: Wolfram Sievers)‏ (من 10 يوليو 1905 إلى 2 يونيو 1948) هو Reichsgeschäftsführer، أو العضو المنتدب لمؤسسة آننإربه من 1935 إلى 1945.

## حياته
وُلد سيفيرز في عام 1905 في هيلدسهايم في مقاطعة هانوفر (الآن في ولاية سكسونيا السفلى)، وهو ابن أحد موسيقي الكنيسة البروتستانتية. يقال إنه كان موهوبًا موسيقيًا، وأنه عزف على القيثارة والأغاني والبيانو، وأحب موسيقى الباروك الألمانية. تم طرده من المدرسة بسبب نشاطه في Deutschvölkischer Schutz und Trutzbund وذهب لدراسة التاريخ والفلسفة والدراسات الدينية في جامعة شتوتغارت التقنية أثناء عمله بائعًا. كعضو في حركة الشبيبة الألمانية، أصبح ناشطًا في Artamanen-Gesellschaft (" Artaman League ")، وهي حركة قومية للعودة إلى الأرض. 

## آننإربه
انضم سيفرز إلى الحزب النازي في عام 1929. في عام 1933 ترأس " Externsteine-Stiftung " ("Externsteine Foundation")، التي أسسها هيملر لدراسة صخور اكسترنشتاينه في غابة تويتوبورغ. في عام 1935، بعد انضمامه إلى قوات الأمن الخاصة في ذلك العام، تم تعيين سيفرز Reichsgeschäftsführer ، أو الأمين العام لآننإربه، من قبل هيملر. كان المدير الفعلي لعمليات آننإربه وكان على مستوى إس إس- شتاندارتن فوهرر بحلول نهاية الحرب.
في عام 1943، أصبح سيفيرز مديرًا لمعهد فور فايسنسشافت زويكفورشونج (معهد البحث العلمي العسكري)، الذي أجرى تجارب مكثفة باستخدام موضوعات بشرية. وقد ساعد أيضًا في تجميع مجموعة من الجماجم والعظميات لدراسة أغسطس هيرت في جامعة الرايخ كجزء من 112 سجينًا يهوديًا تم اختيارهم وقتلهم، بعد أن تم تصويرهم وأخذ قياساتهم الأنثروبولوجية. 